# 2021年自由民主党総裁選挙
2021年自由民主党総裁選挙（2021ねんじゆうみんしゅとうそうさいせんきょ）は、2021年（令和3年）9月29日に行われた日本の自由民主党の党首である総裁の選挙である。

## 概要

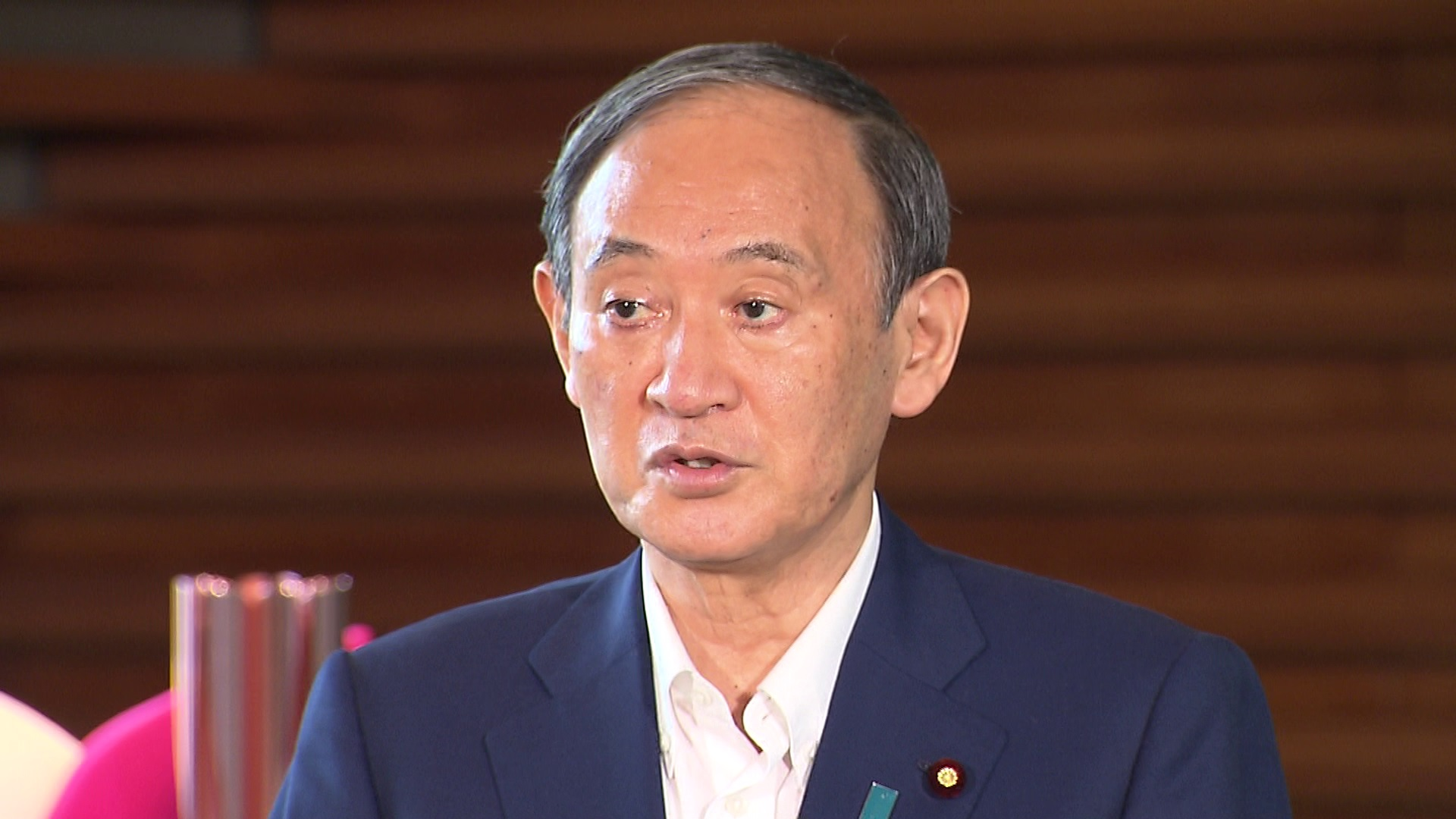
2021年9月3日、総裁選の不出馬を表明する菅義偉

2020年9月に行われた自由民主党総裁選挙において選出された現職の菅義偉の任期満了に伴い実施された。前回の総裁選挙は2020年8月28日に現職の内閣総理大臣・自由民主党総裁である安倍晋三が自身の持病である潰瘍性大腸炎の再発を理由として辞任の意向を表明したことに伴う総裁選挙であったため、菅総裁の任期は安倍の残任期間である2021年9月末までであった。
衆議院議員の任期が2021年10月21日までであり、衆議院選挙が遅くとも11月末までに行われることが確実であるため、衆議院総選挙を先に実施し、9月末までに行われる自民党総裁選挙を10月以降にする可能性も報じられていたが、2021年8月26日、自由民主党の総裁選挙管理委員会は「9月17日告示・29日投開票」を決定した。
8月31日、菅と二階俊博自由民主党幹事長（当時）が会談を行い、その会談の際に9月中旬の衆議院解散も選択肢の1つとされていたが、翌日9月1日に「菅首相が9月中旬の衆議院解散に踏み切る」との報道がなされたため、菅が会見で「総裁選の先送りは考えていない」と言及することとなった。
9月3日、再選に向けて意欲を示していた現職の菅が不出馬を表明。先に立候補表明していた岸田文雄、高市早苗に加え、河野太郎、野田聖子が出馬表明を行い、4者で争う構図となった。高市と野田が立候補したことで、小池百合子（現：東京都知事）が立候補した2008年総裁選以来、13年ぶりに女性が立候補する自民党総裁選となった。また、複数の女性候補者が立候補するのは初めてである。
前回の総裁選挙に続き、新型コロナウイルス感染拡大防止のため、街頭演説は今回行われず、両院議員総会も自民党本部のホールではなく党大会の行われるグランドプリンスホテル新高輪で実施された。投開票の結果、岸田1位、河野2位、高市3位、野田4位という結果となったが、いずれも過半数を獲得できなかったため、1位の岸田と2位の河野による決選投票が実施された。そして、決選投票の結果、岸田が河野を破り、第27代自由民主党総裁に選出された。
選出された岸田は、第100代内閣総理大臣に就任した。本総裁選を実施して10月4日に召集する第205臨時国会での首班指名選挙で菅義偉に代わる新総裁の岸田が新総理に指名され、皇居での今上天皇による親任式を経て新内閣が発足、菅義偉内閣は総辞職して第1次岸田内閣が成立した。10月8日に岸田新首相の所信表明演説、10月11日から10月13日に各党代表質問を行い、衆議院議員任期満了の7日前の10月14日に衆議院解散（同日に国会会期終了）、その5日後の10月19日に衆議院議員選挙公示、10月31日投開票の日程が岸田新首相により決定された。

## 選挙データ

### 総裁
- 選挙時：菅義偉（第26代）
- 選挙後：岸田文雄（第27代）

### 告示日
- 2021年（令和3年）9月17日

### 投開票日
- 2021年（令和3年）9月29日

### 選挙制度
- 決選投票

1回目の投票で有効投票の過半数に達しない場合は、上位2人による決選投票となる。決選投票は、国会議員の投票と各都道府県連1票ずつで行われる。このときの各都道府県連の投票先は、各地で最も多く党員票を獲得した候補者となる。
投票方法
秘密投票、単記投票、1票制
選挙権
党所属国会議員、党員・党友
被選挙権
党所属国会議員
有権者
764
- 党所属衆議院議員：274
- 党所属参議院議員：108
- 党員・党友　　　：382（党員・党友を議員票と同数に各都道府県支部連合会に比例配分）

総裁選告示後、竹下亘の死去に伴い議員票、党員党友票が各1票減少した。
党員票は、2019年と2020年の2年間に党費を納めた党員が選挙権を持つが、特例措置で2020年分のみを納めた党員も投票をすることができる。今回の総裁選挙における党員投票選挙人数は1,104,336人と発表されている。党員票は、党員投票の結果を全国集計し、ドント方式で各候補に比例配分される。

### 選挙啓発
- 「日本を守る責任」

### 選挙管理委員会
- 委員長　　：野田毅
- 委員長代理：逢沢一郎
- 委員　　　：今村雅弘、田中和徳、新藤義孝、松島みどり、福山守、藤丸敏、岡田広、福岡資麿、西田昌司

## 選挙活動

### 候補者
9月17日に告示され、届け出順に、河野太郎規制改革担当大臣、岸田文雄前政務調査会長、高市早苗前総務大臣、野田聖子幹事長代行の4人が立候補した。
女性が複数出馬するのは、1955年（昭和30年）の結党以来初となった（2008年総裁選に小池百合子が立候補したのが、女性で初）。
| 候補者名         | 河野太郎 | 岸田文雄                                           | 高市早苗                    | 野田聖子                                                        |
| ---------------- | --- | -------------------------------------------------- | --------------------------- | --------------------------------------------------------------- |
| 候補者名         | |                                                    |                             |                                                                 |
| 現職             | 衆議院議員 （8期・神奈川15区） 行政改革担当大臣 国家公務員制度担当大臣 ワクチン接種担当大臣 内閣府特命担当大臣 （沖縄・北方対策・規制改革） | 衆議院議員 （9期・広島1区） 党広島県支部連合会会長 | 衆議院議員 （8期・奈良2区） | 衆議院議員 （9期・岐阜1区） 党幹事長代行 党岐阜県支部連合会会長 |
| 派閥             | 志公会 （麻生派） | 宏池会 （岸田派）                                  | 無派閥                      | 無派閥                                                          |
| 出馬表明日       | 9月10日 | 8月26日                                            | 9月8日                      | 9月16日                                                         |
| キャッチフレーズ | 日本を前に進める。 | 声をかたちに。信頼ある政治。                       | 日本を守る。未来を拓く。    | だれもが「わかる政治」を                                        |
| 特設サイト       | 特設サイト | 特設サイト                                         | 特設サイト                  | 公式サイト                                                      |

#### 推薦人
| 候補者     | 河野太郎 | 岸田文雄 | 高市早苗 | 野田聖子 |
| ---------- | --- | --- | --- | --- |
| 推薦人代表 | 伊藤達也（無派閥） | 鈴木俊一（麻生派） | 西村康稔（細田派） | 三原じゅん子（無派閥） |
| 選挙責任者 | 坂本哲志（石原派） | 根本匠（岸田派） | 古屋圭司（無派閥） | 渡辺猛之（竹下派） |
| 推薦人     | 阿部俊子（麻生派） 穴見陽一（細田派） 伊藤忠彦（二階派） 石原宏高（石原派） 上野賢一郎（石原派） 岡下昌平（二階派） 田中良生（無派閥） 平将明（石破派） 高橋比奈子（麻生派） 武村展英（無派閥） 野中厚（竹下派） 古川禎久（石破派） 宮崎政久（竹下派） 義家弘介（細田派） 島村大（無派閥） 園田修光（無派閥） 中西健治（麻生派） 山下雄平（竹下派） | 石田真敏（無派閥） 大野敬太郎（無派閥） 加藤鮎子（無派閥） 梶山弘志（無派閥） 鈴木隼人（竹下派） 高木毅（細田派） 土屋品子（無派閥） 西銘恒三郎（竹下派） 堀内詔子（岸田派） 本田太郎 （無派閥） 山際大志郎（麻生派） 吉野正芳 （細田派） 渡辺博道（竹下派） 猪口邦子 （麻生派） 今井絵理子（麻生派） 二之湯智 （竹下派） 宮本周司（細田派） 森まさこ （細田派） | 馳浩（細田派） 山口壮 （二階派） 江藤拓（無派閥） 城内実 （無派閥） 高鳥修一 （細田派） 木原稔 （竹下派） 黄川田仁志（無派閥） 石川昭政 （無派閥） 小林鷹之 （二階派） 佐々木紀 （細田派） 小林茂樹 （二階派） 衛藤晟一 （二階派） 山谷えり子（細田派） 片山さつき（二階派） 青山繁晴 （無派閥） 山田宏 （細田派） 佐藤啓 （細田派） 小野田紀美（竹下派） | 大岡敏孝 （二階派） 神谷昇 （二階派） 川崎二郎 （無派閥） 木村弥生 （無派閥） 出畑実 （二階派） 渡海紀三朗（無派閥） 浜田靖一 （無派閥） 百武公親 （竹下派） 福井照 （二階派） 宮路拓馬 （石原派） 岩本剛人 （二階派） 清水真人 （二階派） 柘植芳文 （無派閥） 鶴保庸介 （二階派） 徳茂雅之 （無派閥） 三木亨 （二階派） 元榮太一郎（竹下派） 山田俊男 （無派閥） |

| 候補者 | 河野太郎 | 岸田文雄 | 高市早苗 | 野田聖子 |
| ------ | -------- | -------- | -------- | -------- |
| 細田派 | 2        | 4        | 7        | 0        |
| 麻生派 | 3        | 4        | 0        | 0        |
| 竹下派 | 3        | 4        | 2        | 3        |
| 二階派 | 2        | 0        | 5        | 8        |
| 岸田派 | 0        | 2        | 0        | 0        |
| 石原派 | 3        | 0        | 0        | 1        |
| 石破派 | 2        | 0        | 0        | 0        |
| 無派閥 | 5        | 6        | 6        | 8        |

#### 各陣営の役員
| 候補者         | 河野太郎           | 岸田文雄           | 高市早苗           | 野田聖子               |
| -------------- | ------------------ | ------------------ | ------------------ | ---------------------- |
| 選挙対策本部長 | 伊藤達也（無派閥） | 遠藤利明（無派閥） | 古屋圭司（無派閥） | 三原じゅん子（無派閥） |
| 事務総長       | 坂本哲志（石原派） | 根本匠（岸田派）   | 城内実（無派閥）   |                        |
| 事務局長       | 井上信治（麻生派） | 木原誠二（岸田派） | 木原稔（竹下派）   |                        |

### 立候補を断念した人物
- 菅義偉 - 無派閥。内閣総理大臣。当初は再選を目指す意向を明言していたが、告示2週間前の9月3日になって、一転して総裁選不出馬の意向を表明した[17][18]。
- 下村博文 - 清和政策研究会（細田派）副会長。自民党政調会長。立候補に意欲を示し、8月19日には二階幹事長に出馬への決意を伝えていたものの[19]、30日に立候補を断念する意向を所属する細田派幹部に伝えた[20]。9月4日には菅が立候補を取りやめたため「状況が変わった。改めて仲間と相談したい」と述べたものの、9日に記者団に対し総裁選への不出馬を表明した[21]。
- 石破茂 - 水月会（石破派）顧問。元幹事長。9月15日に会見を開き、不出馬を表明した[22]。
- 茂木敏充 - 平成研究会（竹下派）会長代行。外務大臣。派内に出馬を促す意見もあり、出馬を模索していたが、9月9日の派閥会合後「派内をまとめるのに徹する」として、自身は出馬しない考えを示した[23][24]。
- 青山繁晴 - 無派閥。9月7日に放送されたニッポン放送番組内で、自身の総裁選立候補を巡る経緯について説明した。それによると、一時、青山は総裁選に自ら出馬する意向を固めていたものの、その後、支持層が重なる高市の出馬を知り、9月5日に自らの出馬を断念することを決断したという[25]。

### 党内の動き
菅内閣は発足当初は高い支持率を示していたが、コロナ対策や、新型コロナウイルス感染症感染拡大によるコロナ禍情勢でのオリンピック開催の是非を巡り、支持率の低迷が続く状況となっていた。しかしながら、菅は再選に向けて一貫して出馬意欲を示しており、支持率の低迷が続く中でも、安倍晋三前総裁や二階俊博幹事長、石破茂、石原派等が再選に向けて支持を表明していた。補選や都議会議員選挙や菅の地元で行われた横浜市長選挙での相次ぐ敗戦により、選挙の顔として菅を変えるべきとの党内の意向が強まっていた。
そのような中、高市早苗や前年の総裁選挙で敗れた岸田文雄が相次いで出馬表明。菅は党内でも批判のあった二階俊博幹事長の更迭を表明する等、事態の進展を図ったが、総裁選挙の日程が決定後に、菅は不出馬を表明することとなった。その後に河野太郎、野田聖子が出馬表明をすることとなった。
岸田派が結束して岸田文雄を推す以外は、派閥内で支持が分かれる構図となった。
現職閣僚でもある小泉進次郎環境相は河野支持を表明。また立候補するかどうかで注目されていた石破茂も河野の支持に回り、これら3者の頭文字をとって「小石河連合」（こいしかわれんごう）と報道された。
当初、菅再選の支持を表明していた安倍晋三は、菅の不出馬表明を受けて告示前日に高市早苗を支持することをTwitterで正式に表明した。一方、菅は告示日に現職閣僚でもある河野を支持することを正式に表明した。

### 派閥の動き

#### 細田派
細田派は9月14日に臨時総会を開き、支援候補の一本化は見送り事実上の自主投票とすることが決まった。細田派に影響力のある安倍晋三が高市への支援を依頼したこともあり、会長の細田博之は高市と岸田を派として支持する方針を示した。細田自身は岸田への支持を表明した。

#### 麻生派
麻生派は河野か岸田を「基本的に支持」との方向性となった。河野は若手・中堅を中心に派内の支持を獲得したが、ベテランを中心に岸田を支持する声もあがった。副会長の鈴木俊一は河野から選対本部入りを要請されたが断り、岸田の推薦人代表となった。

#### 竹下派
竹下派会長代行の茂木敏充が、療養中の竹下亘会長に代わって派閥のとりまとめを行い、9月9日に自身の不出馬および派閥独自の候補擁立も行わない意向を述べた。結果的に全候補に竹下派所属議員の推薦人がつくこととなったものの、茂木は「グループとしては大半が岸田氏支持でまとまった。方向性が明確になった」と話し、派閥として岸田を支持することを事実上表明した。
竹下自身は岸田を支持することを表明していたが、総裁選告示日の17日夜に死去した。これにより「旧竹下派」の呼称もメディアで用いられるようになった。

#### 二階派
二階派は菅が出馬した場合は再選を支持する方向であったが、最終的には自主投票となった。4人の立候補者のうち、岸田以外の河野、高市、野田の３陣営に推薦人を出した。会長代行の河村建夫と中曽根弘文は高市支持を表明した。

#### 岸田派
岸田派会長の岸田文雄は8月26日に総裁選への出馬を表明した。

#### 石破派
石破茂が9月15日に不出馬を表明。石破自身は河野を支持することを表明したが、派として河野支持でまとめることはできず、自主投票となった。27日には、石破派は休会中だった山本有二が17日付で退会したと発表した。また投開票日翌日の30日には派閥事務総長も務めた古川禎久が退会した。古川は岸田内閣で法務大臣に任命され、竹下派に入会した

#### 石原派
石原派は8月26日の会合で総裁選の対応を会長・石原伸晃に一任し、石原が菅義偉の再任支持を明言したが、この派閥決定は9月3日に菅が総裁選への立候補を断念したことにより白紙化された。その後、派としての支持する候補者の一本化を見送り、自主投票とすることを決めた。石原自身は岸田を支持することを表明した。

### 議員グループの動き

#### 谷垣グループ
谷垣グループは9月15日に国会内で会合を開き、代表世話人の中谷元はグループとして岸田を支持することを表明したものの、メンバーが他の候補を支援することも容認すると語った。療養中の谷垣禎一は自宅を訪れた岸田に対し、「必ず勝利を果たしてほしい」と激励した。中谷と共に代表世話人を務める遠藤利明は岸田陣営の選対本部長に就任した。

#### ガネーシャの会
9月6日、ガネーシャの会は支持する菅の不出馬を受け、自主投票で臨む方針を決めた。河野の立候補を受け13日には再び会合を開いて会員の支持動向を確認し、会長の坂井学はじめ出席者からは河野を支持する声が多く上がった。

#### 党風一新の会
9月10日、当選3回までの若手・中堅議員グループの「党風一新の会」が自民党総裁選を前に新たに立ち上げられ、福田達夫が代表世話人に就任した。9月14日、二階幹事長に対し、派閥一任ではなく個々の判断での投票の実現を会として申し入れた。また21日には4候補を順に招き、党改革などに関する意見聴取を行った。結成当初は河野支持の若手議員グループとも見られていたが、福田自身は岸田支持を表明し、会員の票も岸田へ傾いたとされる。

### 各候補者への支援・支持
| 候補者           | 河野太郎 | 岸田文雄 | 高市早苗 | 野田聖子 |
| ---------------- | --- | --- | --- | --- |
| 派閥・グループ   | - 麻生派 | - 岸田派 - 細田派 - 麻生派 - 竹下派 - 谷垣グループ | - 細田派 | |
| 現職閣僚         | - 菅義偉（総理大臣） - 田村憲久（厚生労働大臣） - 小泉進次郎（環境大臣） - 坂本哲志（地方創生担当大臣） - 井上信治（科学技術政策担当大臣） - 棚橋泰文（国家公安委員長） | - 梶山弘志（経済産業大臣） - 茂木敏充（外務大臣） - 上川陽子（法務大臣） - 平井卓也（デジタル改革担当大臣） | - 岸信夫（防衛大臣） - 西村康稔（経済再生担当大臣） - 萩生田光一（文部科学大臣） | |
| 閣僚経験者       | - 柴山昌彦（前文部科学大臣） - 原田義昭（前環境大臣） - 桜田義孝（元五輪大臣） - 石破茂（元防衛大臣） - 岩屋毅（元防衛大臣） - 森山裕（元農林水産大臣） - 齋藤健（元農林水産大臣） - 伊藤達也（元金融大臣） - 佐藤勉（元総務大臣） - 松本剛明（元外務大臣） - 山下貴司（元法務大臣） | - 森まさ子（前法務大臣） - 北村誠吾（前地方創生担当大臣） - 竹本直一（前IT政策担当大臣） - 細田博之（元官房長官） - 塩崎恭久（元官房長官） - 額賀福志郎（元財務大臣） - 石田真敏（元総務大臣） - 衛藤征士郎（元防衛庁長官） - 小野寺五典（元防衛大臣） - 江渡聡徳（元防衛大臣） - 中谷元（元防衛大臣） - 森英介（元法務大臣） - 塩谷立（元文部科学大臣） - 山本有二（元農林水産大臣） - 小渕優子（元経済産業大臣） - 宮澤洋一（元経済産業大臣） - 船田元（元経済企画庁長官） - 甘利明（元経済再生担当大臣） - 石原伸晃（元経済再生担当大臣） - 遠藤利明（元五輪大臣） - 鈴木俊一（元環境大臣） - 根本匠（元復興大臣） - 髙木毅（元復興大臣） - 吉野正芳（元復興大臣） - 渡辺博道（元復興大臣） - 村上誠一郎（元規制改革担当大臣） - 山本幸三（元地方創生担当大臣） - 宮腰光寛（元行政改革担当大臣） - 山口俊一（元沖縄北方担当大臣） - 猪口邦子（元少子化・男女共同参画担当大臣） | - 安倍晋三（前総理大臣） - 衛藤晟一（前沖縄北方担当大臣） - 江藤拓（前農林水産大臣） - 河村建夫（元内閣官房長官） - 中曽根弘文（元外務大臣） - 稲田朋美（元防衛大臣） - 古屋圭司（元国家公安委員長） - 馳浩（元文部科学大臣） - 片山さつき（元地方創生担当大臣） - 山谷えり子（元国家公安委員長） - 有村治子（元行政改革担当大臣） | - 浜田靖一（元防衛大臣） - 川崎二郎（元厚生労働大臣） - 渡海紀三朗（元文部科学大臣） - 鶴保庸介（元沖縄北方担当大臣） - 福井照（元沖縄北方担当大臣） |
| 地方組織         | - 横須賀市連 - 三浦市連 | - 広島県連 - 茨城県議団 - 埼玉県議団有志 | - 奈良2区青年局 - 大阪府連所属地方議員有志 | - 岐阜県議団 - 岐阜市連 |
| 地方自治体の首長 | - 山本一太（群馬県知事） | | - 衆議院奈良2区内14市町の首長 | |
| その他           | - 河野洋平（元衆院議長、自民党元総裁） | - 竹下亘（竹下派会長） - 谷垣禎一（自民党前幹事長、元総裁） - 林芳正（岸田派座長） | | |

## 選挙情勢の推移
当初、報道各社の世論調査では河野と石破が、「次の首相」としてトップを争っており、石破が出馬を断念し河野支持に回ったことから、河野陣営では党員票6割以上、国会議員票4割以上を得て、決選投票に持ち込ませずに1回目の投票で決着をつけることを狙った。総裁選告示後に、河野は党員票で優位な情勢が伝えられたが、河野がこれまで主張してきた「脱原発」「女系天皇容認」などへの保守派の反発や、河野を支援する石破・小泉進次郎の反作用で、国会議員からの支持が伸び悩みを見せた。また、河野が全額税方式による「最低保障年金」の導入を提唱したことや、原発立地県での河野への警戒感から、事前予想よりも党員票が失速したと報じられた。
一方、岸田は議員票で優位に立つものの、安倍の支援を受けた高市も議員票・党員票の両方で猛追し、総裁選終盤時点では1回目の投票で河野が1位となり、2位に入った岸田か高市のいずれかが決選投票で「2位-3位連合」による逆転が可能か否かが焦点と報じられた。終盤の議員票情勢は岸田が130票超、河野は100票超、高市は80票超、野田は約20票と報じられた。岸田は岸田派を固め、竹下派の半数以上と細田派、麻生派のベテラン議員からも支持を受けた。河野は麻生派の5割、石破派や石原派にも浸透し、二階派の約4割からも支持を受けた。高市は細田派の半数以上を固めた。
9月29日の投開票の結果、河野は党員票で4候補中最多の169票を獲得したが、国会議員票が86票で3位となり、事前の想定に反し、合計で岸田に続く2位に沈んだ。議員票の重みが増す決選投票での逆転もならず、岸田が新総裁に選出された。党員票の河野の得票率は44.1%で、河野陣営が期待した「圧倒的人気」は示せなかった。河野が1回目の投票で首位になるとの事前予測が覆った背景には、総裁選終盤で岸田・高市両陣営が決選投票での協力に合意したことから、岸田有利と判断する議員が増え、「勝ち馬」として岸田が票を集める結果となったことや、二階派などの河野支持と見られていた議員票が、高市などの他候補へ回ったことが背景と報じられた。

## 選挙結果
9月29日、東京都内のホテルで投開票が行われた。議員票と党員・党友票をあわせた１回目の投票では、事前の予想では河野が1位になるとみられていたが、わずか1票差で岸田（256票）が1位、河野（255票）が2位となった。続いて高市が3位（188票）、野田が4位（63票）となった。1回目の投票で4人の候補者のいずれも過半数に届かなかったため、岸田、河野の上位2人による決選投票にもつれ込み、投票の結果、岸田が257票を得て河野の170票を上回って勝利した。宏池会在籍者としては谷垣禎一以来、民主党への政権交代までの在籍者を含めると前任の菅に続く総裁となった。

### 候補者別得票数
| 候補者                                | 第1回投票 | 第1回投票    | 第1回投票    | 第1回投票    | 第1回投票 | 第1回投票 | 決選投票 | 決選投票   | 決選投票 | 決選投票 |
| 候補者                                | 議員票    | 党員・党友票 | 党員・党友票 | 党員・党友票 | 得票数    | 得票率    | 議員票   | 都道府県票 | 得票数   | 得票率   |
| 候補者                                | 議員票    | 得票数       | 配分票       | 得票率       | 得票数    | 得票率    | 議員票   | 都道府県票 | 得票数   | 得票率   |
| ------------------------------------- | --------- | ------------ | ------------ | ------------ | --------- | --------- | -------- | ---------- | -------- | -------- |
| 岸田文雄                              | 146       | 219,338      | 110          | 28.86%       | 256       | 33.60%    | 249      | 8          | 257      | 60.19%   |
| 河野太郎                              | 86        | 335,046      | 169          | 44.08%       | 255       | 33.46%    | 131      | 39         | 170      | 39.81%   |
| 高市早苗                              | 114       | 147,764      | 74           | 19.44%       | 188       | 24.67%    | N/A      | N/A        | N/A      | N/A      |
| 野田聖子                              | 34        | 57,927       | 29           | 7.62%        | 63        | 8.27%     | N/A      | N/A        | N/A      | N/A      |
| 総計                                  | 380       | 760,075      | 382          | 100.00%      | 762       | 100.00%   | 380      | 47         | 427      | 100.00%  |
| 有効投票数 (有効率)                   | 380       | 760,075      | 382          | 99.75%       | 762       | 99.87%    | 380      | 47         | 427      | 99.77%   |
| 無効票・白票数 (無効率)               | 1         | 1,929        | -            | 0.25%        | 1         | 0.13%     | 1        | -          | 1        | 0.23%    |
| 投票者数 (投票率)                     | 381       | 762,004      | 382          | 69.00%       | 763       | 99.87%    | 381      | 47         | 428      | 99.77%   |
| 棄権者数 (棄権率)                     | 1         | 342,332      | -            | 31.00%       | 1         | 0.13%     | 1        | -          | 1        | 0.23%    |
| 有権者数                              | 382       | 1,104,336    | 382          | 100.00%      | 764       | 100.00%   | 382      | 47         | 429      | 100.00%  |
| 出典：自民党 党員投票開票結果｜自民党 |           |              |              |              |           |           |          |            |          |          |

## 選挙後の動き

### 岸田新政権が発足
総裁選に勝利し新総裁に就任した岸田は、10月1日に開かれた臨時総務会で党の役員人事を行った。総裁選で岸田支持をいち早く打ち出し、選対顧問を務めた甘利明を幹事長に、総裁選を争った高市を政務調査会長、河野を広報本部長とした。野田は閣僚として、第1次岸田内閣（10月4日成立）で内閣府特命担当大臣（地方創生、少子化対策、男女共同参画）、女性活躍担当、こども政策担当、孤独・孤立対策担当大臣に起用された。岸田内閣では竹下派・細田派から4人ずつ、麻生派・岸田派から3人ずつ、二階派から2人が入閣した。また、竹下派入閣組の内2人は谷垣グループにも重複して所属している。
本総裁選を実施して10月4日に召集する第205臨時国会での首班指名選挙で菅義偉に代わる新総裁の岸田文雄が第100代内閣総理大臣に指名され、皇居での今上天皇による親任式を経て新内閣が発足、菅義偉内閣は総辞職して第1次岸田内閣が成立した。10月8日に岸田新首相の所信表明演説、10月11日から10月13日に各党代表質問を行い、衆議院議員任期満了の7日前の10月14日に衆議院解散（同日に国会会期終了）、その5日後の10月19日に衆議院議員選挙公示、10月31日投開票の日程が岸田新首相により決定された。

## タイムライン

### 立候補に向けた動き
- 5月3日 - 前首相の安倍晋三は、内閣総理大臣の菅義偉の再選を支持する考えを表明した[141]。
- 7月17日 - 菅が総裁選出馬の意向を明言した[142]。
- 8月3日 - 幹事長の二階俊博（二階派）は記者会見で「総裁を代える意義が見つからない。再選される可能性が極めて高い状況であることは、誰もが承知の通り」と述べた。菅の無投票再選に向け、先手を打つ[143]。
- 8月5日 - 元総務大臣の高市早苗（無派閥）が総裁選に出馬意向であることを共同通信が報じた[144]。
- 8月8日 - 細田派会長の細田博之は菅の再選を支持する意向を示した[145]。
- 8月10日 - 『文藝春秋』9月号が発売。高市の論文「総裁選に出馬します！」が掲載される[146]。
- 8月11日 - 自民党新潟県連会長の高鳥修一（細田派）は、衆院選前の総裁選実施を党本部に申し入れ、「談合による無投票再選はわが党の在り方としてマイナスだ」と述べた[147]。
- 8月17日 - 政府は新型インフルエンザ等対策特別措置法による緊急事態宣言を9月12日まで延長することを決定[148]。菅は当初、9月5日のパラリンピック閉幕直後に召集した臨時国会で冒頭解散を行い、総選挙に勝利した上で先送りした自民党総裁選を無投票で乗り切るシナリオを描いていたとされるが、緊急事態宣言の期限延長に伴い事実上流れた[149]。
- 8月18日 - 下村博文政調会長（細田派）が前内閣総理大臣の安倍晋三の国会内の議員事務所に訪ね、総裁選への立候補を目指す意向を伝えた。また、財務大臣の麻生太郎（麻生派）とも東京都内で面会した[150]。
- 8月20日 - 環境大臣の小泉進次郎は記者会見で菅の再選を支持する考えを示した[151]。
- 8月22日 - 横浜市長選挙実施。投票締め切りの午後8時と同時に複数のメディアは、立憲民主党推薦の山中竹春の当選確実を報道[152][153]。菅が全面支援した小此木八郎前国家公安委員長は大差で敗れ、政局に発展する観測が強まった[154]。
- 8月23日
  - 午前5時、産経新聞が、前政調会長（岸田派会長）の岸田文雄が総裁選に出馬する方向で調整に入ったと報道[155]。
  - 菅はお膝元である横浜市の市長選の結果について「謙虚に受け止めたい」と述べるとともに、記者団に対し「自民党総裁選挙に立候補する意思に変わりはない」と話した[156]。
  - 元幹事長の石破茂（石破派）は記者会見し、総裁選への出馬には消極的な考えを示した[157]。
- 8月24日
  - 二階は会見で、二階派として菅の再選を支持する考えかと問われると「当然のことではないか。愚問だ」と答えた[158]。
  - 公明党代表の山口那津男は自民党総裁選について「菅首相を先頭に全力を挙げて当たっていくことが重要だ」と述べた[159]。
  - 世耕弘成（細田派）は総裁選について「政権与党で新型コロナウイルス対応に責任を持っている方は出馬するべきではない」と述べ、下村が菅を支える党三役でありながら出馬に意欲を示していることに苦言を呈した[160]。
- 8月25日 - 菅と二階が会談。総裁選は「9月17日告示、29日投開票」の見通しとなった[161]。

### 総裁選日程決定
- 8月26日
  - 菅と二階の意向を受け、党の総裁選挙管理委員会は「9月17日告示、29日投開票」を決定した[162]。同日、党臨時総務会で日程を了承した[163]。
  - 石原派（10人）は会合を開き、会長の石原伸晃に対応を一任。石原は菅の再選支持を明言した[164]。
  - 二階派の在京議員懇談会が行われたが、参加議員からは菅支持の方針の再考を求める声が噴出した[165]。
  - 国会内で麻生派幹部が会合を行ったが、菅の再選を支持する意向の麻生に対し、慎重論も根強く結論は出なかった[166]。
  - 日本維新の会代表および大阪市長の松井一郎は菅の再選が望ましいとの考えを示した[167]。
  - 岸田が正式に総裁選出馬を表明[168]。岸田は記者会見で「党役員は1期1年、連続3期までとすることで権力の集中と惰性を防ぎたい」と表明。「決して特定の方を念頭に申し上げたつもりはありません」とも述べたが、幹事長就任から5年を迎えた二階を念頭に置いた発言ではないかとの憶測を呼んだ[169]。一方で岸田は、閣僚については対外的な関係構築の必要があるとして「任期は考えるべきではない」と主張し、財務大臣を8年以上務める麻生への配慮があった見方も出た[170]。
  - 高市が正式に総裁選出馬を表明[171]。
- 8月30日
  - 下村は朝の街頭演説で総裁選について「準備している」と述べていたが、演説後、菅に呼ばれ官邸で会談。菅から立候補するのか政調会長を辞任するのか決断を迫られ、立候補を断念した[172][173]。
  - 岸田が国会内で安倍、麻生と相次ぎ会談し、支援を要請[174]。岸田が党役員人事に触れたのは麻生が二階幹事長の交代を希望しているという事情もあった[175]が、麻生は岸田に対しエールを送りつつ明確な支持表明は避けた。安倍はこの時点で周囲に「人間として菅さんを支持する」と述べ再選支持の態度を崩していなかったが、一方で安倍の支援を期待する岸田・高市の活発な動きについては黙認を続けた[176]。
  - 幹事長の二階は岸田が党役員の任期制限を掲げたことについて「日ごろそういうことを言ったことがないじゃないの。特定のことを意識して発言するのはいかがなものか」「幹事長に就きたいと名乗り出た覚えは一回もない。失敬だ」と述べ不快感を示した[177]。同日には菅が二階と首相官邸で会談し、9月中に党役員人事を行う考えを示した。この中で二階は幹事長交代を受け入れる考えを菅に伝えた[178]。
  - 菅は、野党4党が憲法53条に基づき求めていた総裁選前の臨時国会召集を拒否するよう、加藤勝信官房長官、森山裕国会対策委員長らに指示[179]。
  - 小泉は菅と会談。小泉は菅再選支持を表明していたが、考えを改め、出馬を断念するよう促した。小泉はこの日から4日連続で菅と会い、いずれの日も「このままでは総裁選で勝てない」と訴えた[180][181]。
- 8月31日
  - 森山は、立憲民主党の安住淳国対委員長と国会内で会談し、総裁選前の臨時国会の召集に応じない考えを伝えた[182]。
  - 菅は議員宿舎で二階らと会談し、衆院選の日程などについて協議。菅は自民党役員人事と内閣改造を翌週に行い、9月中旬の衆議院解散も選択肢との考えを二階に伝えた[183]。毎日新聞は菅が党内の支持を十分集められる見通しが立っておらず、総裁選を先送りするために解散に踏み切ることにしたとみられると報じた[184]。衆院選の日程については10月5日公示、17日投開票とする案を検討中と報じられた[185]。
しかし同日夜にこの話は漏れ伝わり、党内から「道連れ解散だ」「無理心中するつもりか」との批判が一気に広がった。麻生は菅に反対の考えを伝え、麻生から9月解散説を知らされた安倍も電話で反対の考えを伝えた。他の党幹部からも反発の声が上がった[186][187]。
- 9月1日
  - 菅は午前、報道陣に対し、「今のような厳しい状況では解散できる状況ではない」「総裁選の先送りは考えていない」と述べた[188]。
  - 岸田派に所属するデジタル改革担当大臣の平井卓也は、現職閣僚として初めて岸田を支援する意向を表明した[77]。
  - 元防衛大臣の中谷元は前日の報道に触れ、所属する谷垣グループの会合で「総裁選挙の日程はもう決まっている。勝手な個人の都合で変更すれば、党の信頼を失ってしまう」と指摘した[189]。
- 9月2日
  - 菅のおひざ元である党神奈川県連の土井隆典幹事長（神奈川県議会議員）は、総裁選に向けた会合後、記者団の取材に応じ、「県連としては特に、菅さんを頼むという応援をするつもりは一切ない」と述べた[190]。
  - 岸田は、BS-TBSの夜の番組で、学校法人森友学園への国有地売却をめぐる公文書改ざん問題について、「国民が足りないと言っているので、さらなる説明をしなければならない課題だ」と言及した[191]。
  - 菅は午後、自民党本部で二階らと会談し、総裁選挙に再選を目指して立候補することを伝えた[192]。
  - 菅は夜、麻生と面会。自民党役員人事について、河野太郎行政改革担当相（麻生派）の要職起用を打診したが、麻生は「おまえと一緒に、河野の将来まで沈めるわけにいかねえだろ」と拒否した。また、安倍にも党人事への協力を求めたが拒否された。菅は党人事を打ち出したことで「保身のためという狙いが透けて見える」（中堅議員）とかえって反発を招き、麻生は河野に対し人事要請を受けないよう要請。細田派も距離を置き始めるなど菅は党内での孤立を深めることとなった[186]。

### 菅の総裁選不出馬
- 9月3日
  - 菅は午前11時20分頃、自民党本部で二階に首相辞意を伝えた[186]。その後、党本部8階で開かれた党臨時役員会に出席し、午前11時30分、総裁選に立候補しない意向を表明した[186]。NHKと朝日新聞は、菅は9月末の総裁任期の満了に伴い、内閣総理大臣を辞任する意向と報じ、役員人事も見送られる方針となった[193][194]。同日、二階は党本部で記者団の取材に応じ、菅から後継総裁の指名の有無があったかについて「ありません」と答えた[195]。菅は幹事長人事について石破や小泉、河野などを登用する案を検討していた[196]が断られ、官邸筋は党役員人事に行き詰っていたことが不出馬の理由と指摘した[197]。
  - 河野が出馬への意向を固めたと報道された[198]。
  - 幹事長代行の野田聖子（無派閥）が複数の自民党議員に対して立候補の意欲を伝えた[199]。
  - 既に立候補の断念を表明していた下村博文は、「状況が変わった。改めて仲間と相談したい」と述べた[200]。
- 9月4日 - 岸田の森友学園問題は「さらなる説明が必要」との指摘を安倍周辺は「岸田がこの問題を再調査する」ととらえ、その後安倍は高市を支援する意向を出身派閥の細田派幹部や高市本人に伝えた[201][202]。
- 9月6日 
  - 読売新聞は、石破が出馬を見送り、河野を支持する方向で検討に入ったと報じた。石破派の平将明は、河野を支持する考えを石破に伝えた[203]。
  - 麻生派に所属する党税調会長の甘利明は、BS日テレの番組内で岸田を支持する意向を表明した[96]。
  - 岸田は出演したインターネット番組内で「行政や司法の対応が確定し、求められれば説明をする。それ以上でも以下でもない」と述べ、森友学園問題の再調査を否定した[202]。
  - ガネーシャの会（菅に近い無派閥若手議員グループ）は、次期総裁選を自主投票で臨む方針を確認した。なお、会は総裁選後も存続させるという[59]。

- 9月7日
  - 石破派は国会内で会合を開き総裁選の対応を協議したが結論は出なかった。河野支持を表明した所属議員の平将明は欠席した[204]。
  - 自民党本部内で衆院当選3回以下の若手議員が会合を開き、総裁選での自主投票を主張した[205]。
- 9月8日
  - 石破は党本部で二階と面会。石破は面会後、総裁選の対応について「（白紙という立場は）まったく変わらない。出るのに必要な推薦人の数や自分の所見は整っている」と記者団に述べ、出馬に含みを持たせた[206]。
  - 高市が正式に出馬表明した[207]。
  - 谷垣グループの代表世話人を務める遠藤利明が岸田を支持する意向を表明した。
- 9月9日
  - 竹下派の一部で推す声のあった茂木敏充外務大臣が不出馬を表明した[208]。
  - 当初菅支持を表明していた石原派が会合を開き、政策を見極めた上で派としての方針を決めることを明らかにした。会長の石原伸晃は不出馬の意向を示した[209]。
  - 細田派の総会が開かれたが結論は出なかった。総会後、高市を支持する高鳥修一らは高市を交えた会合を急遽開催した。
  - 下村博文が改めて不出馬を表明した[208]。
  - 河野が所属する麻生派会長の麻生太郎は、記者団に対し河野の出馬を容認する考えを示した[210]。一方で副会長の鈴木俊一は「派閥の対応が決まっていない」として、河野からの選対本部入り要請を断った[210]。
  - 谷垣グループの筆頭代表世話人を務める中谷元は、グループとして岸田を支持することを目指す意向を記者団に示した[92]。
- 9月10日
  - 河野は国会内で記者会見を開き、立候補を正式に表明した[11]。
  - 麻生派は幹部会合を開き、河野か岸田支持を原則としつつも個別の事情で他候補の支援も容認する方針を確認した[211]。
- 9月13日 - 石破は自身の事務所で河野と会談。河野は石破に「もし私が総理、総裁になったら力をお貸しください」と協力を求めた[82]。
- 9月14日 - 細田派は臨時総会を開き、高市と岸田を支持する方針ながら、支援候補の一本化はしないことが決定された[34]。
- 9月15日
  - 谷垣グループは会合を開き、グループとして岸田を支持するものの、他候補の支援も容認する方針が決定された[57]。
  - 石破は不出馬を表明し、河野を支持する方針を明らかにした[212]。
- 9月16日
  - 麻生派が河野・岸田の両者を支持しつつ、高市支持も容認する方針を決定。二階派は1回目の投票は自主投票とし、決選投票では派内の意見を集約して一本化する方針を確認した。石原派も同日の総会で、全会一致で自主投票を決定し、各派閥で投票先を拘束しない判断が相次いだ[213]。
  - 夕方、野田聖子が党本部で記者会見し、必要な推薦人20人を確保できたとして立候補を表明した[214]。野田は自身に近い無派閥議員や、参議院竹下派、二階派などから推薦人を獲得した[215]。

### 総裁選公示
- 9月17日
  - 総裁選告示。
  - 竹下派会長の竹下亘が都内の自宅で死去した[42]。
  - 山本公一元環境大臣が入院加療中であることを理由に投票を棄権する意向と報じられる[216]。
- 9月27日
  - 竹下派が会合を開き、会長代行を務める茂木が「現状では岸田氏を支持したいという声が多い」と述べ、事実上の支持表明を行った。同日には岸田を支援する甘利と、高市を推す安倍が議員会館で会談。安倍は甘利に対し「岸田さんはしっかりしてきた。たくましくなった」などと述べたとされ、決選投票で河野を上回るための「2、3位連合」に向けた会談との見方が広がった。その後、岸田陣営は選対本部の会合で決選投票が河野と高市との対決となった場合、高市を支援する方針を確認した[217][218]。
- 9月28日
  - 細田派は、派閥として支持する岸田と高市の2人のうちいずれかが決選投票に進んだ場合には、派としてまとまって支持するよう呼びかけを行った[219]。同日、決選投票は結束して行動することを目指していた二階派では意見集約が難しい状況となっていたことから、決選投票になった場合も自主投票とする方針を確認した[220]。
  - 28日夜、岸田、高市両陣営の幹部が会談し、決選投票で2人のいずれかが河野と対峙することになった場合、両陣営が協力することで正式に合意した[221]。

### 総裁選投開票
- 9月29日
  - 東京都内のホテル（グランドプリンスホテル新高輪）で、総裁選の投開票を行った。
  - 1回目の投票で全候補4人のいずれも過半数を獲得できず、上位2人による決選投票で岸田が河野を抑えて、第27代自由民主党総裁に選出[222]。
  - 新総裁に選出された岸田は記者会見で、党役員人事や組閣で、総裁の座を争った河野、高市、野田の3候補のほか中堅・若手を起用する考えを示した[223]。河野は党広報本部長

- 9月30日 - 岸田は選挙戦でいち早く自身の支持を表明し、陣営の選対顧問も務めた麻生派幹部の甘利明を幹事長で起用する方向で最終調整していると報じられた[224]。
- 10月3日 - 河野は自身のインターネット番組で、次の自民党総裁選出馬に向け準備を進める意向を明らかにし、「次の総裁選までに『河野太郎』と入れる党員を100万人増やす」との構想を打ち出した[225][226]。

### 岸田新内閣発足
- 10月4日 -  菅義偉内閣総辞職、首班指名選挙で第27代自由民主党総裁の岸田文雄が第100代内閣総理大臣に就任、第1次岸田内閣発足。岸田は少子化・地方創生担当大臣に総裁選で争った野田を起用した[227]。
- 10月6日 - 旧竹下派は、総裁選後に石破派を退会した古川禎久が入会して所属人数が53人となり、麻生派に並ぶ党第2派閥となった[228]。